# Cilawu (plaats)
Cilawu is een bestuurslaag in het regentschap Garut van de provincie West-Java, Indonesië. Cilawu telt 5347 inwoners (volkstelling 2010).